# Olegia ulmifolia
Olegia ulmifolia är en insektsart som först beskrevs av Aoki 1973.  Olegia ulmifolia ingår i släktet Olegia och familjen dvärgbladlöss. Inga underarter finns listade i Catalogue of Life.